# Gruau de fruit
Le gruau de fruit ou gruau rouge (en danois, frugtgrød, en allemand, rote Grütze) est une spécialité typique du nord de l’Allemagne et de la Scandinavie. C’est un plat sucré à base de fruits, traditionnellement des fruits rouges, mélangés avec du sucre et un peu de jus de fruit, liés entre eux avec de la fécule ou d’autres épaississants. On le consomme de préférence comme dessert, servi avec un peu de lait, de crème légèrement fouettée ou une sauce à la vanille.
Dans la variante originelle du gruau rouge, on utilise de la semoule ou du sagou comme liant. On le sert aussi en dessert avec un peu de sauce à la vanille.
La recette est très proche du kissel est-européen, connu en Pologne, en partie en Russie, en Lituanie et en Ukraine.

## Généralités
Le nom « gruau » s’explique par le fait que les gruaux rouges étaient originellement préparés à l’aide de gruau ou de sagou et de jus de fruit (sans ajout de fruits entiers).
Pour la préparation classique, on utilise des groseilles, du cassis et des framboises ; l’utilisation de fraises n’est pas recommandée, puisqu’elles perdent à la cuisson acidité et consistance et deviennent visqueuses et douçâtres. Mais d’autres préparations se servent de toutes les baies du jardin, y compris celles qui ne sont pas rouges. Avec des groseilles vertes à maquereau (souvent combinées avec des kiwis et de l’ananas), on prépare le gruau vert, avec des pêches, des groseilles jaunes à maquereau, de l’ananas, des bananes ou d’autres fruits jaunes, le gruau jaune.

## Préparation
Les ingrédients de base pour le gruau rouge sont des fruits rouges, du jus de fruit, du sucre et du sagou. On met les fruits et le jus dans une casserole. L’ensemble est cuit brièvement. Si on utilise du sagou, on doit d’abord le faire tremper 20 minutes et le laisser mijoter à peine plus longtemps. Si on utilise de la fécule plus régulière, les quantités varient. Les proportions sont environ de 50 grammes pour un litre de gruau ; il est néanmoins recommandé de dissoudre la fécule dans le jus de fruit puis de remuer rapidement le mélange, qu’on avait auparavant laissé refroidir quinze minutes. La gélatinisation se produit pendant une deuxième cuisson après une ou deux minutes, qui peut être arrêtée, quand la fécule blanche s’est résorbée. Finalement, verser le tout dans un récipient et laisser refroidir à l’écart cinq heures minimum.
Le gruau rouge frais se conserve au réfrigérateur de cinq à six jours.